# ماهیچه‌های میان‌استخوانی پا
عضلات بین استخوانی پا (انگلیسی: Interosseous muscles of the foot) به دو گروه تقسیم می شوند.
- عضلات بین استخوانی دورسال که از متاتارس های طرفین وب مربوطه منشا گرفته و به طرف انگشت دوم که به عنوان محور مرکزی پا شناخته می شود به بند اول انگشتان پا متصل می شوند.

کار آنها دور کردن انگشتان سوم و چهارم از خط مرکزی پا است و چون به هر دو طرف انگشت دوم اتصال دارند مسئول حرکت در هر دو جهت انگشت دوم می باشند.
- عضلات بین استخوانی پلانتار سه عضله هستند که در وب دوم، سوم و چهارم قرار داشته از سمت لترال متاتارس منشأ گرفته و به لترال بند اول انگشت مربوطه متصل می شوند.

کار اینها دور کردن انگشتان سه، چهار و پنج از انگشت دوم می باشد.
عصب دهی هر دو گروه عضلات توسط عصب پلنتار لترال انجام می گردد.